# Aerodyn

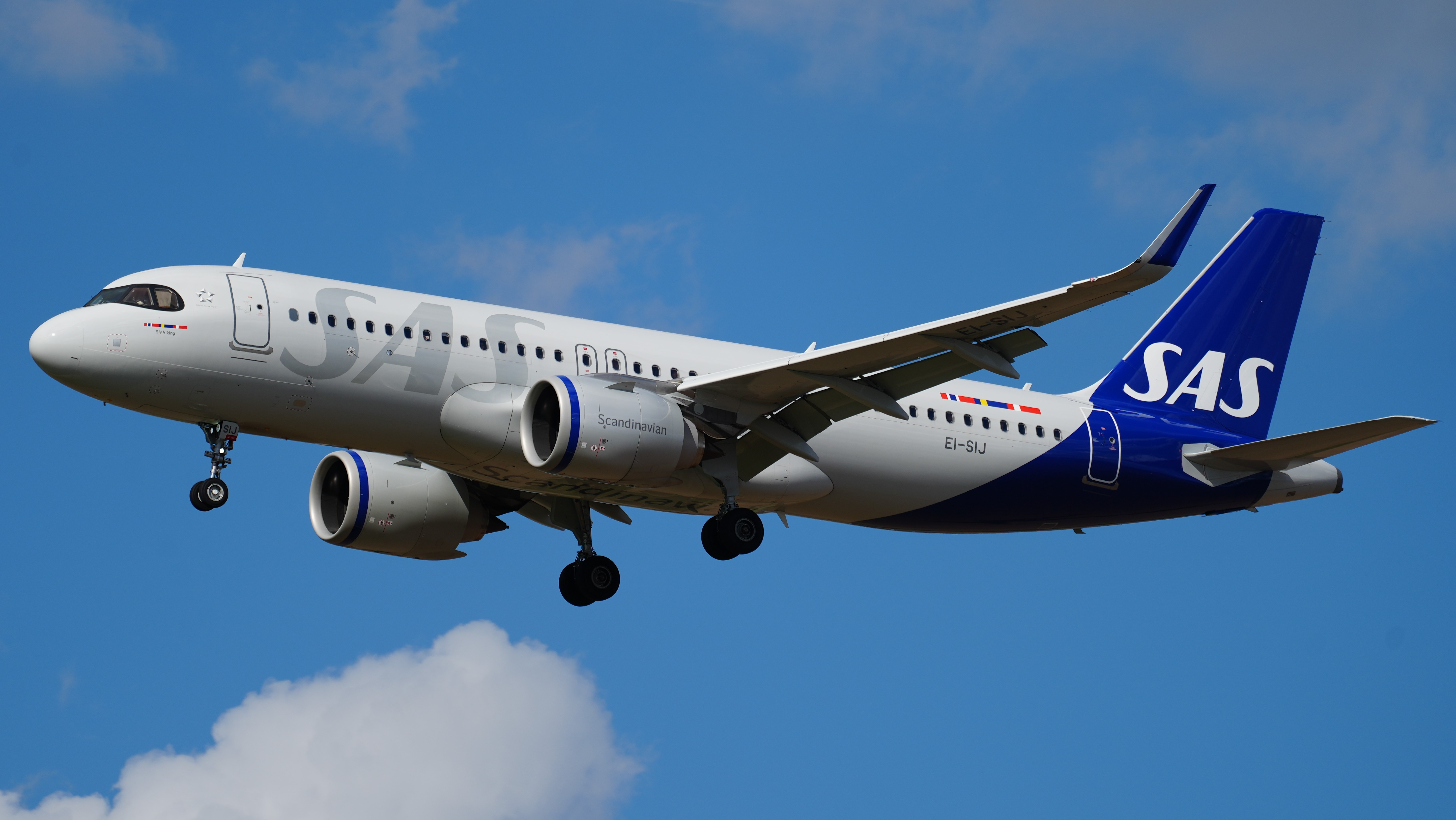
Flygplan

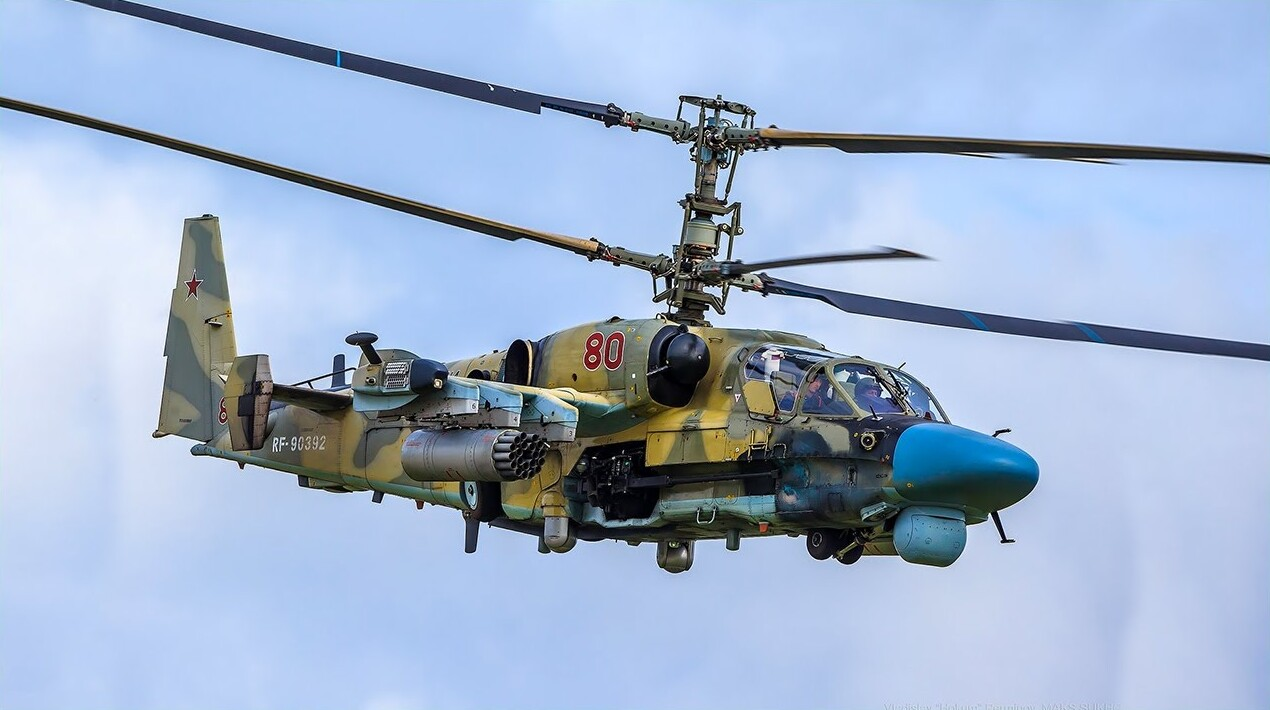
Helikopter

Aerodyn är en luftfarkost vars vikt är större än den undanträngda luftens vikt, till exempel flygplan och helikoptrar. Lyftkraft skapas genom att röra vingar eller propellrar genom luften på sådant vis att ”dynamiska” krafter håller farkosten uppe i atmosfären.
Antonymen till aerodyn är aerostat, luftfarkoster vars vikt är lika med eller mindre än den undanträngda luftens vikt, exempelvis luftskepp och luftballonger.

## Etymologi
Aerostat kommer av engelska: aerodyne, en sammanslagning av klassisk grekiska: ἀήρ (aḗr, ”luft”) och δύνασθαι (dýnasthai, ”det är möjligt, förmågan till”), av δύναμις (dýnamis, ”kraft”).
Det myntades, dock med annan betydelse, av kanadensiska ingenjören Wallace Rupert Trumbull (1870-1954) i ett brev till tidskriften Scientific American (volym 95, nummer 12, september 22, 1906, sida 211).
| ” | Engelska – Properly speaking an airplane can only be one of the parts, and not the whole, of an aeronef; for aeroplanes are used in kites, in soaring machines, and in aerodynes, which is the term I wish to propose to denote aeroplane-supported machines, driven by mechanical power (i.e., by a prime mover). The Greek roots of aerodyne are obvious ...The word aerodyne should be capable of international acceptance, and I would therefore suggest that in future the subdivisions of aeronef be: helicopter, orthopter, soaring machine, and aerodyne .... | „ |
| – W. R. Trumbull, Rothesay, N.B., Canada, September 8, 1906 [kursiv som i original], Scientific American, volym 95, nummer 12, september 22, 1906, sida 211. | |   |

| ” | Översatt – Rätt sagt kan ett ”flygplan” (bärplan) bara vara en av delarna, och inte hela, av en ”aeronef” (flygfarkost); för bärplan används i drakar, i svävande maskiner (glidflygplan) och i aerodyner, vilket är den term som jag vill föreslå för att beteckna bärplansstödda maskiner, drivna av mekanisk kraft (d.v.s. av en drivkraft). De grekiska rötterna till aerodyn är uppenbara ... Ordet aerodyn borde kunna accepteras internationellt, och jag skulle därför föreslå att underavdelningarna till flygfarkost i framtiden torde vara: helikopter, ornithopter, glidflygplan och aerodyn .... | „ |
| – W. R. Trumbull, Rothesay, N.B., Kanada, 8 september 1906 [kursiv som i original], Scientific American, volym 95, nummer 12, september 22, 1906, sida 211. | |   |

## Aerodyner

En leksaks-ornithopter.

- autogiro (luftfarkost)
- drake (leksak)
- flygplan
- glidflygplan
- helikopter
- ornithopter
- pappersflygplan
- raket